# محمد أمقران
العقيد محمد أمقران ( 1938 - 13 يناير 1973) كان نائب قائد سلاح الجو السابق في القوات المسلحة الملكية المغربية برتبة عقيد، خطط وشارك في محاولة انقلاب سنة 1972 المعروفة كذلك بانقلاب الطيارين أو عملية بوراق إف 5، و أعدم على إثره في يوم 13 يناير 1973.